# الوحدات الفيزيائية الغاوسية

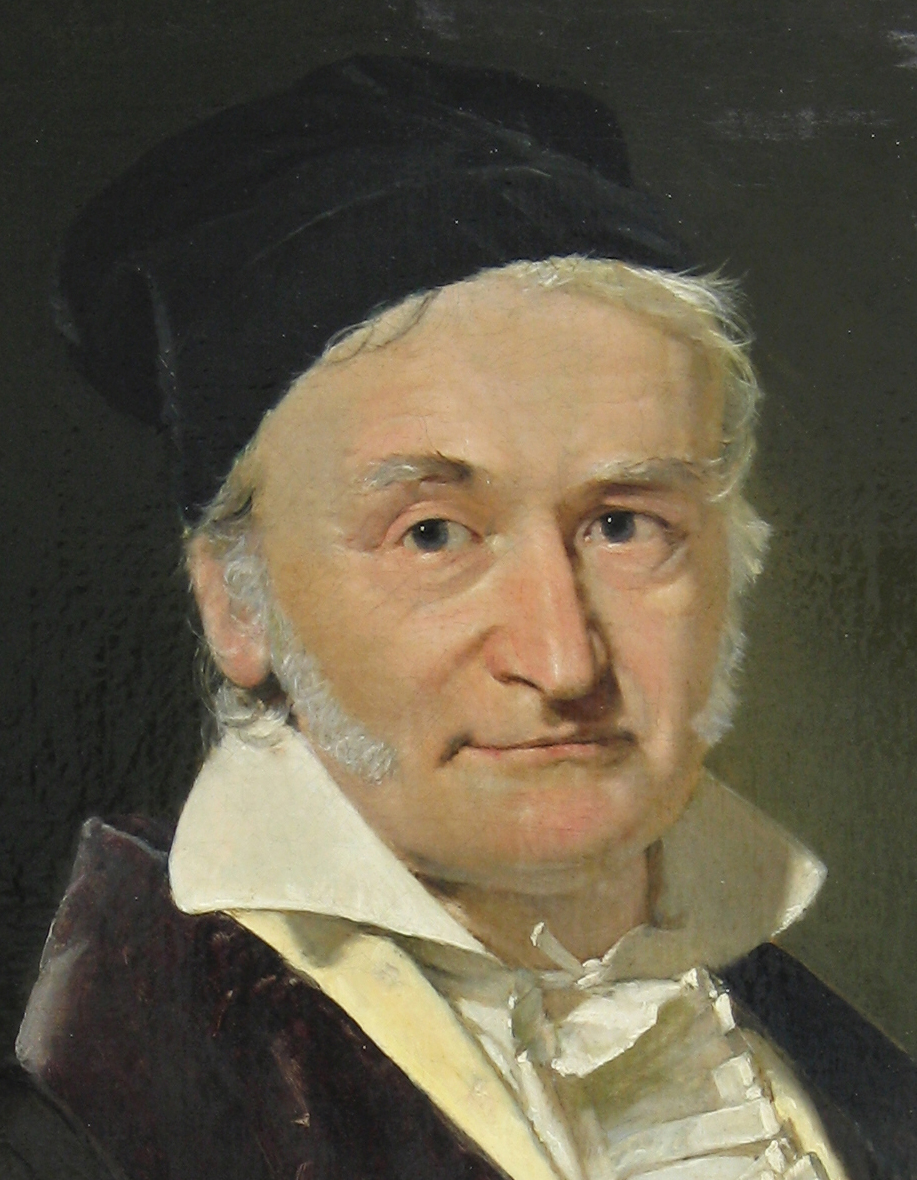
كارل فريدريك غاوس

وحدات غاوس تشكل النظام المتري لأي وحدات فيزيائية. هذا النظام هو الأكثر شيوعا للعديد من وحدات الأنظمة الكهرومغناطيسية على أساس الثلاث وحدات الأساسية CGS (سنتيمتر - غرام - الثانية) وحدة. ويسمى أيضا نظام وحدات غاوس، أو نظام وحدات غاوس - CGS، أو في كثير من الأحيان CGS فقط وحدة. مصطلح «وحدة كلية الدراسات العليا» غامضة وبالتالي تجنبها إن أمكن: كلية الدراسات العليا تحتوي في داخلها عدة مجموعات متضاربة من وحدة الكهرومغناطيسية، وليس وحدات فقط غاوس، كما هو موضح أدناه.
البديل الأكثر شيوعا للوحدات غاوس وحدات SI. وحدات SI هي الغالبة في معظم المجالات، والاستمرار في زيادة شعبية على حساب وحدة غاوس. (أيضا وجود أنظمة وحدة بديلة أخرى، كما هو مبين أدناه.) التحويلات بين الوحدات غاوس ووحدات SI ليست بهذه البساطة وحدة التحويلات العادية. على سبيل المثال، الصيغ للقوانين الفيزيائية الكهرومغناطيسية (مثل معادلات ماكسويل) تحتاج إلى تعديل اعتمادا على ما نظام الوحدات يستخدم واحدة. وكمثال آخر، قد الكميات التي هي أبعاد (فضفاضة «بلا وحدة») في نظام واحد يكون البعد في بلد آخر.

## التاريخ
وجود وحدات غاوس قبل النظام CGS. ويتضمن التقرير الجمعية البريطانية عام 1873 التي اقترحت CGS وحدات متعلق بالغاوس المستمدة من الحبوب الثانية قدم ومتر غرام الثانية أيضا. هناك أيضا إشارات إلى وحدات متعلق بالغاوس القدم جنيه الثاني.

## نظام وحدات بديلة
البديل الرئيسي للنظام وحدة غاوس هو وحدات SI، تاريخيا تسمى أيضا نظام MKSA وحدات للمتر كيلوغرام الثانية أمبير.
نظام الوحدات غاوس هو مجرد واحدة من العديد من النظم وحدة الكهرومغناطيسية داخل كلية الدراسات العليا. وتشمل الآخرين «وحدات كهرباء»، «وحدة الكهرومغناطيسية»، ووحدات لورنتز-Heaviside.
ودعا بعض النظم وحدة أخرى «وحدات طبيعية»، وهي الفئة التي تضم وحدات ذرية، وحدات بلانك، وغيرها.
وحدات SI هي حتى الآن الأكثر شيوعا اليوم. في المناطق الهندسية والعملية، SI هو عالمي تقريبا، وظلت لعقود طويلة، في حين والأدب العلمي التقني (مثل الفيزياء النظرية والفلك)، وكانت وحدات غاوس السائدة حتى العقود الأخيرة، ولكن الآن الحصول على تدريجيا أقل من ذلك.
الوحدات الطبيعية هي الأكثر شيوعا في المزيد من مجالات نظرية ومجردة من الفيزياء، فيزياء الجسيمات بشكل خاص، ونظرية الأوتار.